# Dayton Open 1975
Il Dayton Open 1975 è stato un torneo di tennis giocato sul sintetico indoor. È stata la 2ª edizione del Dayton Open, che fa parte del Commercial Union Assurance Grand Prix 1975. Si è giocato a Dayton negli Stati Uniti, dal 27 gennaio al 2 febbraio 1975.

## Campioni

### Singolare
Brian Gottfried ha battuto in finale  Geoff Masters con il punteggio di 6–4 4–6 6–4

### Doppio
Ray Ruffels /  Allan Stone hanno battuto in finale  Paul Gerken /  Brian Gottfried con il punteggio di 7–6, 7–5